# Nil Nag
Nil Nag és un llac de Caixmir, a la part administrada per l'Índia, on s'origina el Riu Jhelum proper a Baramula a 33° 48′ N, 74° 47′ E / 33.800°N,74.783°E, al vessant nord-est de la muntanya Pir Panjal, a uns 30 km al sud-oest de Srinagar. És venerat pels hinduistes.